# Julius Lederer

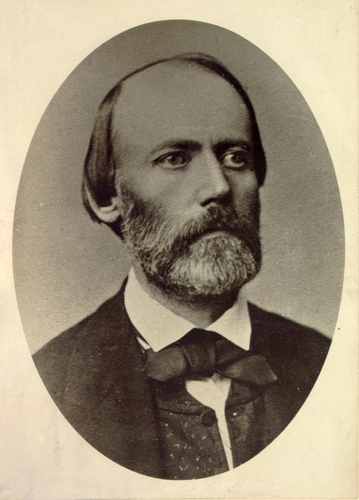
Julius Lederer

Julius Lederer (* 24. Juni 1821 in Wien; † 30. April 1870 ebenda) war ein österreichischer Entomologe.

## Leben
Hauptberuflich war er Kaufmann in Wien.
Er war Schmetterlingssammler und unternahm Sammelreisen in der Steiermark, Kärnten, nach Spanien, dem Balkan, Kleinasien und dem Libanon. Daneben beschrieb er auch Aufsammlungen anderer Entomologen (so von Albert Kindermann (1810–1860) aus Algerien und Sibirien und von Josef Haberhauer (1828–1902) aus dem Kaukasus).  Er war Mitbegründer der Entomologischen Monatsschrift.
Seine Sammlung kam nach seinem Tod an Otto Staudinger.
Er erstbeschrieb unter anderem den Spanner Celonoptera mirificari (1862) (sein Exemplar stammte aus Sizilien, dieser Spanner kommt aber auch zum Beispiel in Griechenland vor).

## Schriften
- Beitrag zur Schmetterlings-Fauna von Cypern, Beirut und einem Theile Klein-Asiens, Wien 1855, Biodiversity Heritage Library